# Bradysia commixta
Bradysia commixta är en tvåvingeart som först beskrevs av Johannes Winnertz 1867.  Bradysia commixta ingår i släktet Bradysia och familjen sorgmyggor.
Artens utbredningsområde är Tyskland. Inga underarter finns listade i Catalogue of Life.